# Shakudō

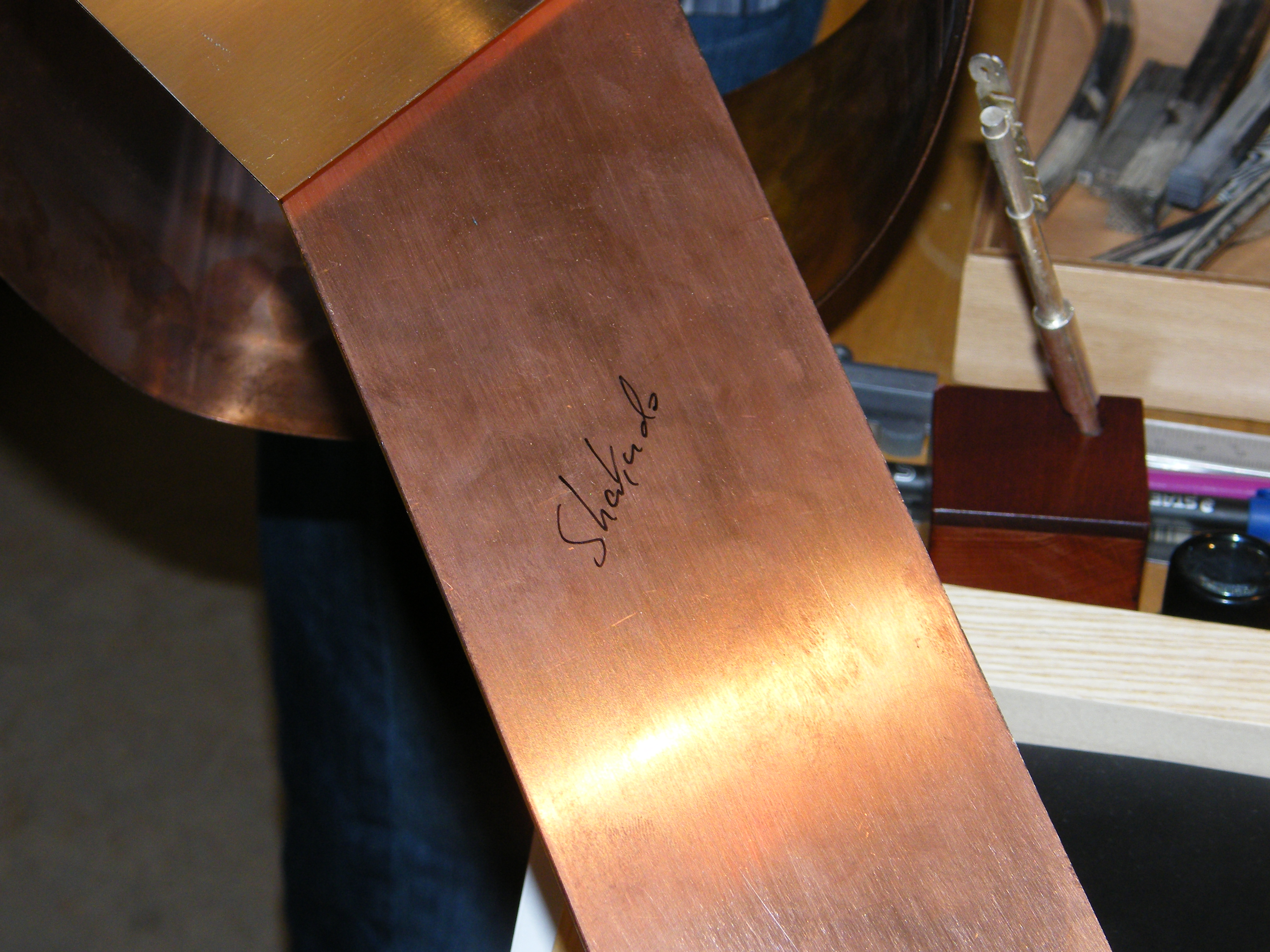
Shakudō sem pátina

Shakudō (赤銅) é uma liga metálica japonesa de ouro e cobre (tipicamente com 4–10% de ouro e 96–90% de cobre), que faz parte do grupo de metais coloridos conhecidos como irogane, que são trabalhados de forma a desenvolver uma pátina negra ou às vezes índigo, lembrando laca. O shakudō que não recebeu pátina visualmente lembra o bronze; a cor escura é induzida pelo processo de patinação chamado niiro, que envolve fervura em uma solução que geralmente inclui rokushō.

## Possíveis origens
Acreditou-se historicamente que materiais fossem chineses ou japoneses, ou mesmo de outras regiões da Ásis, mas estudos recentes observaram grandes semelhanças com outras ligas decorativas usadas na Antiguidade no Egito, na Grécia e em Roma.

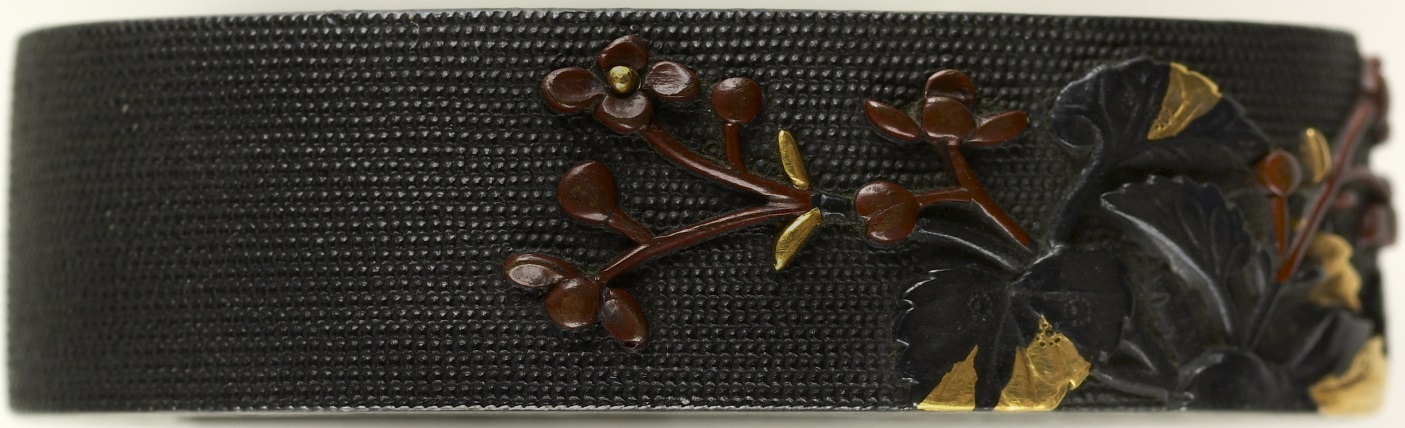
Fuchi. Shakudō, com liga de cobre e ouro (sentoku). Museu Walters Art.

## Produção
As origens do shakudō remontam a um período no qual o Japão ainda estava importando técnicas e materiais da China e da Coreia, mas os relatos da produção do material datam de período muito posterior e pouco se sabe sobre como se deu sua evolução. No período Meiji, a parte inicial do produção envolvia o aquecimento do cobre, a adição de ouro, mais um pouco de shirome, um subproduto da produção de cobre que continha ferro, arsênio e outros elementos. No período Edo parece que o processo pode ter usado nigurome em vez de cobre; nigurome sendo este próprio uma mistura pré-produzida de cobre e shirome.  A liga metálica resultante então era deixada em descanso em moldes para lingotes em água fervente, antes de serem forjados e temperados a uma temperatura de aproximadamente 650° C. Quando esfriado, o metal tinha a superfície polida através do processo denominado niiro.  O processo moderno tende a omitir o shirome, trabalhando com o cobre e o ouro e outros aditivos quando necessários.

## Uso
Em função do valor do ouro, o  shakudō estava normalmente limitado a detalhes ou a pequenos itens. Objetos históricos antigos de maior porte, tais como vasos, descritos como shakudō podem ter recebido tal descrição de forma incorreta.